# Joeri Vastmans
Joeri Vastmans (Bree, 5 december 1983) is een Belgisch voetballer. Hij speelt bij Bocholter VV .
Vastmans begon zijn carrière in het seizoen 2003-2004 bij K. Patro Maasmechelen in tweede klasse. Twee jaar later werd Patro Maasmechelen door financiële problemen naar vierde klasse verwezen. Vastmans maakte toen de overstap naar OH Leuven dat net was gepromoveerd naar tweede klasse. Hij werd meteen een van de sterkhouders en zou tot en met het seizoen 2009-2010 een vaste basisspeler blijven. In het seizoen 2007-2008 werd hij uitgeroepen tot beste speler van het jaar door de supporters van de Leuvense fusieclub. 
Het seizoen 2010-2011 werd overschaduwd door een zware beenbreuk waarvan Vastmans een heel seizoen moest revalideren. Van aan de zijlijn zag hij OH Leuven kampioen worden in tweede klasse.
Het daaropvolgende seizoen kwam Vastmans niet meer aan spelen toe bij de Leuvense neo-eersteklasser. Bij de winterstop werd zijn contract in onderling overleg ontbonden en ging hij opnieuw aan de slag bij Patro Eisden Maasmechelen in derde klasse. Op 13/05/2015 maakte Patro bekend dat Joeri heeft getekend bij Bocholter VV

## Statistieken
| Competitie      | Seizoen         | Club                      | Competitie | Competitie | Play-Off I | Play-Off I | Play-Off II | Play-Off II | Play-Off III / Eindr. | Play-Off III / Eindr. | Beker | Beker | Totaal | Totaal |
| Competitie      | Seizoen         | Club                      | Wed.       | Dlp.       | Wed.       | Dlp.       | Wed.        | Dlp.        | Wed.                  | Dlp.                  | Wed.  | Dlp.  | Wed.   | Dlp.   |
| --------------- | --------------- | ------------------------- | ---------- | ---------- | ---------- | ---------- | ----------- | ----------- | --------------------- | --------------------- | ----- | ----- | ------ | ------ |
| Tweede Klasse   | 2003-2004       | K. Patro Maasmechelen     | 30         | 0          | nvt        | nvt        | nvt         | nvt         | --                    | --                    | 1     | 0     | 31     | 0      |
| Tweede Klasse   | 2004-2005       | K. Patro Maasmechelen     | 31         | 2          | nvt        | nvt        | nvt         | nvt         | --                    | --                    | 2     | 0     | 33     | 2      |
| Tweede Klasse   | 2005-2006       | Oud-Heverlee Leuven       | 32         | 0          | nvt        | nvt        | nvt         | nvt         | --                    | --                    | 5     | 0     | 37     | 0      |
| Tweede Klasse   | 2006-2007       | Oud-Heverlee Leuven       | 33         | 0          | nvt        | nvt        | nvt         | nvt         | --                    | --                    | 2     | 0     | 35     | 0      |
| Tweede Klasse   | 2007-2008       | Oud-Heverlee Leuven       | 32         | 1          | nvt        | nvt        | nvt         | nvt         | 5                     | 0                     | 4     | 0     | 41     | 1      |
| Tweede Klasse   | 2008-2009       | Oud-Heverlee Leuven       | 33         | 1          | nvt        | nvt        | nvt         | nvt         | --                    | --                    | 3     | 0     | 36     | 1      |
| Tweede Klasse   | 2009-2010       | Oud-Heverlee Leuven       | 32         | 0          | nvt        | nvt        | nvt         | nvt         | --                    | --                    | 3     | 1     | 35     | 1      |
| Tweede Klasse   | 2010-2011       | Oud-Heverlee Leuven       | 4          | 0          | nvt        | nvt        | nvt         | nvt         | --                    | --                    | 2     | 0     | 6      | 0      |
| Eerste klasse   | 2011-2012       | Oud-Heverlee Leuven       | 1          | 0          | --         | --         | 0           | 0           | --                    | --                    | 0     | 0     | 1      | 0      |
| Derde Klasse    | 2011-2012       | Patro Eisden Maasmechelen | 10         | 0          | nvt        | nvt        | nvt         | nvt         | --                    | --                    | 0     | 0     | 10     | 0      |
| Carrière totaal | Carrière totaal | Carrière totaal           | 238        | 4          | 0          | 0          | 0           | 0           | 5                     | 0                     | 22    | 1     | 265    | 5      |